# G.I. ポケットストーブ

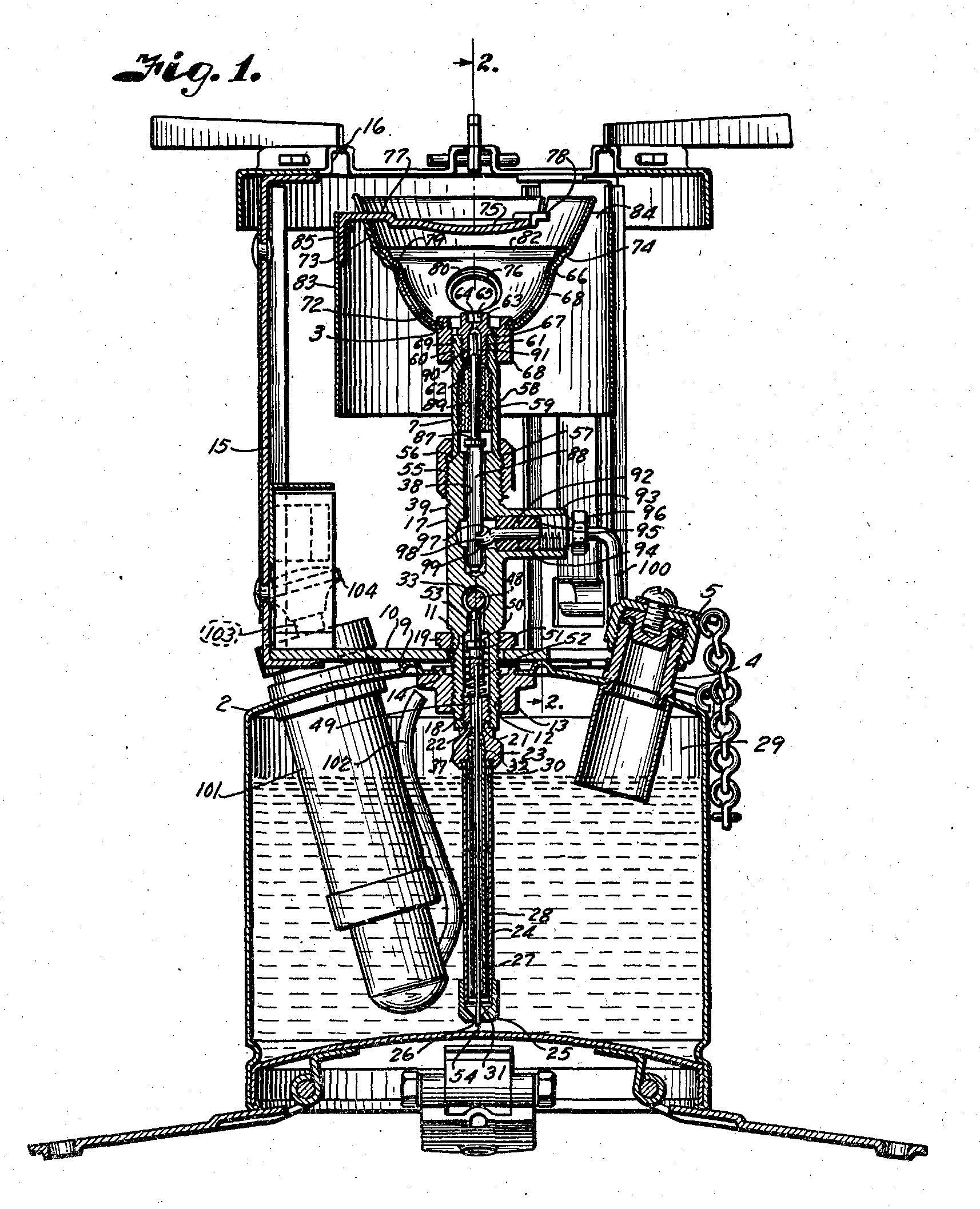
モデル520ストーブの内部構造を描いた特許図面

G.I. ポケットストーブ（英語: G.I. pocket stove）は、1942年にアメリカ合衆国でコールマンが開発したガソリン式ポータブルストーブである。

## 歴史
第二次世界大戦中の1942年、アメリカ軍がコールマン社に戦場で使用する調理用ポケットストーブの開発を命令したことが、この製品が誕生する契機となった。開発にあたって米軍からは
- 軽量であること
- クォートサイズの魔法瓶より小さいサイズであること
- あらゆる種類の燃料が使用できること
- -60 °F (-51.1 °C) から 125 °F (51.7 °C) の範囲内で問題なく動作すること

の4点が要求された 。これを受けたコールマン社は60日以内に試作品を完成させ、それを基に開発したのがこのストーブである。M1941 コールマン軍用バーナー・モデル520と名付けられたこのストーブは同年11月に北アフリカ戦線で初めて5,000個が実戦投入されたのを皮切りに各地の戦線で使用され、終戦までに100万台以上が生産された。このストーブは各地の戦線で本来の開発目的である兵士の食事の調理に加え、主に医療従事者によって医療器具の煮沸殺菌や、果ては兵士の入浴や洗濯といった用途にも使用され、高い評価を得た。従軍記者として第二次世界大戦に参加していたアーニー・パイルは「戦争において、武器以外での主要発明品はジープとコールマンのG.I. ポケットストーブである」と評している。
またこれと並行して、戦後の1946年からコールマン社はモデル520の民生品バージョンを発売している。民生品バージョンはモデル530と呼ばれ、「G.I. ポケットストーブ」の名称で宣伝された。このストーブの販売にあたり、コールマン社は「狩猟・釣り・キャンプに最適な仲間」「ハンティングコートのポケットにも車のダッシュボードにもピクニックバスケットの隅にも収納可能」といったキャッチコピーでこのストーブを宣伝している。モデル530は1949年まで発売された。
1950年には、モデル530をベースに改良が施されたモデル536（M1950）が登場する。当時は折しも朝鮮戦争の最中であったため再び軍需品の需要が増大し、モデル536はコールマン以外のメーカーでも製造された。休戦後も軍向けの納入は続き、後のベトナム戦争においても使用されたとされている。

## 構造
G.I. ポケットストーブの寸法は高さ8.5インチ（220mm）、直径4.5インチ（110mm）で、重さは約3ポンド（約1.4kg）である。燃料は軍からの要求通りあらゆる種類の燃料が使用できるよう設計されているが、本来はホワイトガソリンを使用することを念頭に置いて設計されている。1パイントの燃料を用いて、3時間以上燃焼を持続させることができ、1,500Btu/hのエネルギーを発生する。ストーブの上部には6つのヒンジ付きの金属パーツが装着されており、調理器具を支えるための台として使用できる構造となっている。また、付属品として調理用の鍋としても使用できる伸縮式のアルミニウムケース2点、この鍋の持ち手にもなるスチールレンチなどが付属している。
民生品バージョンのモデル530は軍用品とは若干仕様が異なり、燃料タンクの塗装（モデル530の燃料タンクは真鍮製でニッケルメッキが施されているが、軍用品ではタンクがオリーブドラブに塗装されている）・折りたたみ脚の有無（軍用品のみ装着）・フレーム上部の火格子を保持するためのステーの本数（モデル530は3本、軍用品は4本）などが異なる。

## 運用
以下のような流れで運用される。
- ストーブ側面に設置されている小型の手押しポンプを用いて、燃料タンクを加圧する。その後、調整バルブを少しだけ開く。これにより、燃料と圧縮空気の混合物がバーナーヘッドに到達できるようになる。
- マッチもしくはライターを用いてバーナーヘッドに点火する。
- 2 - 3分間確実に燃焼させたら、前述の調整バルブを全開にする。これにより、燃料タンクからの空気が遮断されて純粋な燃料だけが燃焼している状態となる。
- 火力が低下した場合、先述の手押しポンプを用いて再度燃料タンク内を加圧する。火力はタンク内の圧力に比例するため、圧力が低下したまま燃焼を続けると不完全燃焼の恐れがある。